# Diabaly
Diabaly (aussi orthographié Diabali) est une commune du Mali, dans le cercle de Sokolo et la région de Ségou.

## Géographie

Carte administrative.

- Diabaly est une commune du Mali située au centre du cercle de Niono[1]. Le territoire de la commune s’étend principalement sur la rive droite d’un défluent du fleuve Niger: la Fala de Molodo. Elle regroupe de nombreux villages éparpillés dans cet espace sahélien. Certains sont proches de la localité principale de Diabaly (parfois orthographiée Dyabali), tels que Kourouma, Dyabali Koura, kourouma coura, Toura Kalani, Kogoni et Mbeso. D’autres sont plus éloignés à l’est comme Bossi, Ngolobani, Dondawel, Rounde-Madi, Sabéré, Amadilimane[2].
- La localité principale de Diabaly est le centre névralgique de la commune. Elle se situe le long de l’axe hydrologique principal composé de la Fala de Molodo et du canal du Sahel qui desservent une large surface rizicole tout autour de la ville grâce à l'irrigation.
- La végétation y est un mélange de savane arborée, savane arbustive et zones de culture sèche[3].

## Histoire
Le 14 janvier 2013, au cours du conflit qui oppose les autorités maliennes à des mouvements salafistes dont Ansar Dine et AQMI, la commune passe sous contrôle des djihadistes. L'attaque est conduite par Abou Zeid, l'un des principaux chefs d'AQMI.
Cependant, les bombardements aériens menés par l'aviation française, poussent ces derniers à abandonner la ville dès le 18 janvier. Une avant-garde de l'armée malienne pénètre dans la ville, le lendemain vers 14 heures. Puis, le 21 janvier, à 9 heures, 200 militaires français et maliens à bord d'une colonne d'une trentaine de véhicules blindés investissent totalement la ville et la libèrent. Durant les mois qui suivent, des troupes nigérianes sont chargées par la MINUSMA, avec des éléments français et en appui des troupes gouvernementales maliennes, de sécuriser la ville.